# Reuzengraafskinken

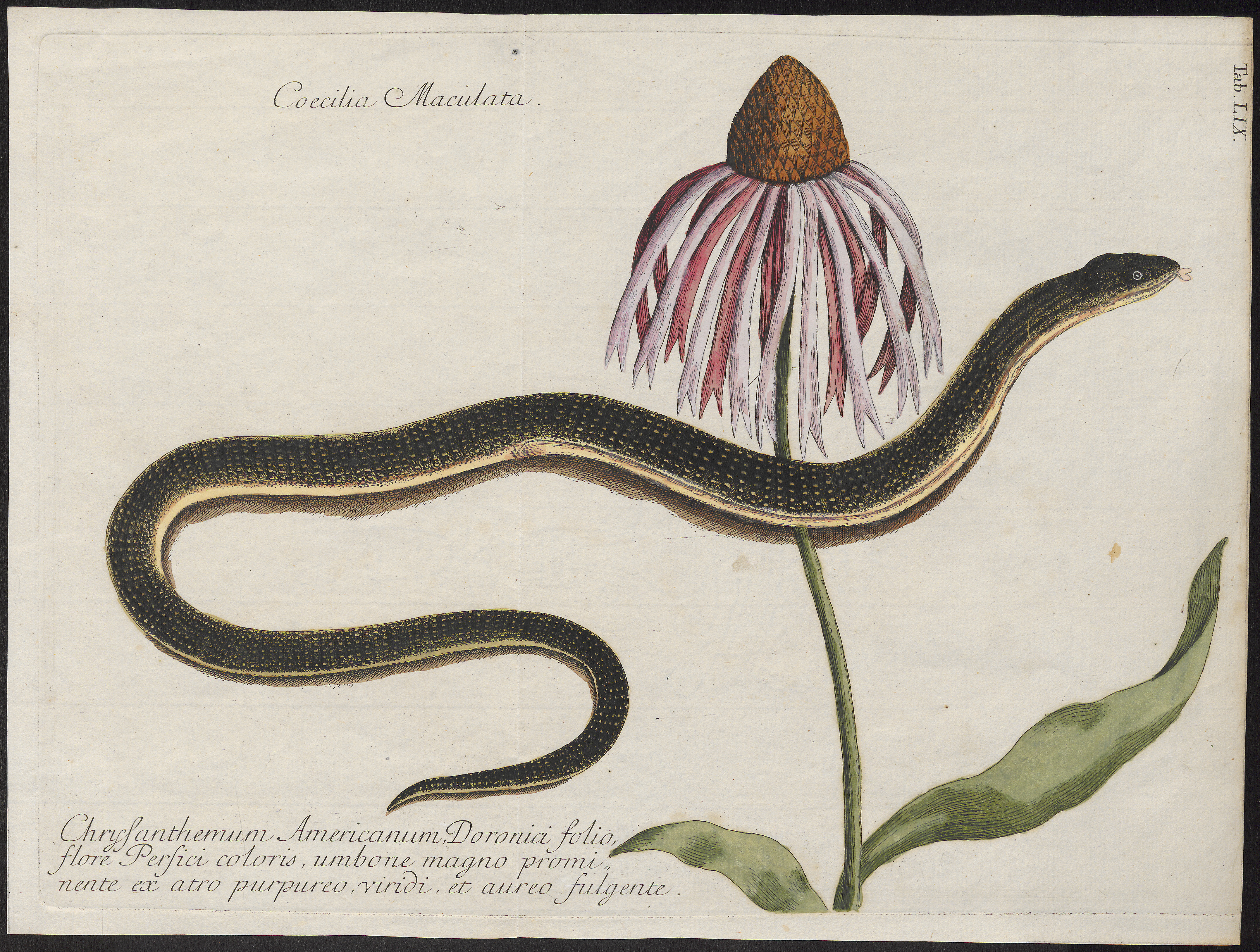
Acontias meleagris - 1700-1880 - afdruk - Iconographia Zoologica - Bijzondere Collecties van de Universiteit van Amsterdam

Reuzengraafskinken (Acontias) zijn een geslacht van hagedissen uit de familie skinken (Scincidae).

## Uiterlijke kenmerken
Alle soorten hebben een langwerpig en slang-achtig lichaam zonder zichtbare poten. Aan de snuitpunt is een vergrote en verdikte rotraalschub aanwezig die door de lichtere kleur duidelijk opvalt. De meeste soorten bereiken een lichaamslengte tot enkele decimeters. De staart is ongeveer een derde van de totale lichaamslengte. De grootste soort is Acontias plumbeus, die een lichaamslengte kan bereiken van bijna vijftig centimeter exclusief de staart.

## Verspreiding en habitat
De soorten komen voor in delen van Afrika en leven in de landen Angola, Botswana, Kenia, Mozambique, Namibië, Swaziland, Tanzania, Zambia, Zimbabwe en Zuid-Afrika. Elf soorten komen endemisch voor in Zuid-Afrika. Reuzengraafskinken leven in gebieden met een los substraat, zoals zand, waarin ze goed kunnen graven.
Door de internationale natuurbeschermingsorganisatie IUCN zijn vijftien van de 23 soorten opgenomen. Twaalf soorten worden beschouwd als 'veilig' (Least Concern of LC), de Zuid-Afrikaanse soort Acontias richardi heeft 'gevoelig' (Near Threatened of NT) als beschermingstatus. De soorten Acontias rieppeli en Acontias poecilus worden als 'bedreigd' gezien (Endangered of EN).

## Levenswijze
Alle soorten zijn eierlevendbarend (ovovivipaar). De vrouwtjes zetten dus geen eieren af maar baren levende jongen die direct zelfstandig zijn. Reuzengraafskinken leiden een gravend bestaan onder de grond. Van enkele soorten is bekend dat ze overdag zonnen om op te warmen. De meeste soorten jagen op ondergronds levende insecten zoals termieten. Van Acontias plumbeus is bekend dat ook gewervelde dieren worden buitgemaakt, zoals kikkers en kleine gravende reptielen.

## Naam en indeling
De wetenschappelijke naam van het geslacht werd in 1817 voorgesteld door Georges Cuvier. Sommige soorten werden vroeger in het geslacht Microacontias geplaatst, zoals Acontias lineatus en Acontias litoralis. Deze groep wordt tegenwoordig echter niet meer erkend.
Er zijn 23 verschillende soorten beschreven, inclusief de pas in 2018 ontdekte soorten Acontias albigularis en Acontias wakkerstroomensis. Deze soorten worden in veel literatuur nog niet vermeld.
| Naam                                                | Auteur                             | Verspreidingsgebied                          |
| --------------------------------------------------- | ---------------------------------- | -------------------------------------------- |
| Acontias albigularis                                | Conradie, Busschau & Edwards, 2018 | Zuid-Afrika                                  |
| Acontias aurantiacus                                | Peters, 1854                       | Botswana, Mozambique, Zimbabwe, Zuid-Afrika  |
| Acontias bicolor                                    | Hewitt, 1929                       | Zimbabwe                                     |
| Zuid-Afrikaanse pootloze skink (Acontias breviceps) | Essex, 1925                        | Zuid-Afrika                                  |
| Acontias cregoi                                     | Boulenger, 1903                    | Zuid-Afrika                                  |
| Acontias gariepensis                                | Fitzsimons, 1941                   | Botswana, Namibië, Zuid-Afrika               |
| Acontias gracilicauda                               | Essex, 1925                        | Zuid-Afrika                                  |
| Acontias jappi                                      | Broadley, 1968                     | Zambia, Angola                               |
| Acontias kgalagadi                                  | Lamb, Biswas & Bauer, 2010         | Angola, Botswana, Namibië, Zuid-Afrika       |
| Acontias lineatus                                   | Peters, 1879                       | Namibië, Zuid-Afrika                         |
| Acontias litoralis                                  | Broadley & Greer, 1969             | Zuid-Afrika                                  |
| Acontias meleagris                                  | Linnaeus, 1758                     | Zuid-Afrika                                  |
| Acontias namaquensis                                | Hewitt, 1938                       | Zuid-Afrika                                  |
| Acontias occidentalis                               | Fitzsimons, 1941                   | Angola, Namibië, Zuid-Afrika, Zimbabwe       |
| Acontias orientalis                                 | Hewitt, 1938                       | Zuid-Afrika                                  |
| Acontias percivali                                  | Loveridge, 1935                    | Kenia, Tanzania                              |
| Acontias plumbeus                                   | Bianconi, 1849                     | Swaziland, Mozambique, Zimbabwe, Zuid-Afrika |
| Acontias poecilus                                   | Bourquin & Lambiris, 1996          | Zuid-Afrika                                  |
| Acontias richardi                                   | Jacobsen, 1987                     | Zuid-Afrika                                  |
| Acontias rieppeli                                   | Lamb, Biswas & Bauer, 2010         | Zuid-Afrika                                  |
| Acontias schmitzi                                   | Wagner, Broadley & Bauer, 2012     | Zambia                                       |
| Acontias tristis                                    | Werner, 1910                       | Zuid-Afrika                                  |
| Acontias wakkerstroomensis                          | Conradie, Busschau & Edwards, 2018 | Zuid-Afrika                                  |